# Keystone (Nebraska)
Keystone es un lugar designado por el censo ubicado en el condado de Keith en el estado estadounidense de Nebraska. En el Censo de 2010 tenía una población de 59 habitantes y una densidad poblacional de 113,33 personas por km².

## Geografía
Keystone se encuentra ubicado en las coordenadas 41°13′8″N 101°35′3″O / 41.21889, -101.58417. Según la Oficina del Censo de los Estados Unidos, Keystone tiene una superficie total de 0.52 km², de la cual 0.52 km² corresponden a tierra firme y (0%) 0 km² es agua.

## Demografía
Según el censo de 2010, había 59 personas residiendo en Keystone. La densidad de población era de 113,33 hab./km². De los 59 habitantes, Keystone estaba compuesto por el 100% blancos, el 0% eran afroamericanos, el 0% eran amerindios, el 0% eran asiáticos, el 0% eran isleños del Pacífico, el 0% eran de otras razas y el 0% pertenecían a dos o más razas. Del total de la población el 3.39% eran hispanos o latinos de cualquier raza.